# Georg Heinrich von Löwenstern
Georg Heinrich friherre von Löwenstern (født 5. december 1786 i Reval, død 20. september 1856 i Kiel) var en dansk diplomat.
Löwenstern var søn af Hermann Ludwig friherre von Löwenstern og Hedwig Margrethe f. Staël-Holstein, besøgte det ridderlige akademi i sin fødeby, deltog som løjtnant i Slaget ved Eylau og hædredes med guldkorset for udvist tapperhed. 1811 var han adjudant hos generalguvernøren i Østersøprovinserne, kæmpede mod Napoleon under felttoget i Rusland, udmærkede sig i slaget ved Katzbach og var som oberst i de allieredes hær ved indtoget i Paris. 1816 tog han sin afsked, flyttede efter sit bryllup (31. oktober 1815) med Adelaide Tugendreich Juliane Ernestine Frederikke komtesse Schimmelmann (30. november 1796 i København - 31. december 1876) i året 1821 til sin svigerfader Christian Carl greve von Schimmelmanns gods Wandsbek. 1826 blev han Kommandør af Dannebrogordenen og sattes som oberst à la suite ved den danske hær; året efter blev han kammerherre og sendtes som overordentlig gesandt og generalkonsul til Brasilien. 1830 kaldtes han tilbage og tog bolig på Sølyst, som han købte efter grev Ernst Heinrich von Schimmelmann. 1835 blev han Joachim Bernstorffs efterfølger som gesandt i Wien, hvilken post han beklædte til slutningen af 1847. 1835 havde Löwenstern taget afsked af militærtjenesten som generalmajor og udnævntes 1840 til Storkors af Dannebrogordenen. Han døde 20. september 1856 i Kiel.